# Júnior Moreno
Júnior Moreno (San Cristóbal, 1993. július 20. –) venezuelai válogatott labdarúgó, az amerikai Cincinnati középpályása.

## Pályafutása

### Klubcsapatokban
Moreno a venezuelai San Cristóbal városában született.
2012-ben mutatkozott be a Deportivo Lara felnőtt keretében. 2015-ben a Zulia szerződtette. 2018-ban az észak-amerikai első osztályban szereplő DC Unitedhez igazolt. 2022. február 25-én kétéves szerződést kötött a Cincinnati együttesével. Először a 2022. február 27-ei, Austin ellen 5–0-ra elvesztett mérkőzésen lépett pályára. Első góljait 2022. május 29-én, a Montréal ellen idegenben 4–3-as vereséggel zárult találkozón szerezte meg.

### A válogatottban
Moreno 2017-ben debütált a venezuelai válogatottban. Először a 2017. június 3-ai, USA ellen 1–1-es döntetlennel zárult mérkőzésen lépett pályára. Első válogatott gólját 2017. június 9-én, Ecuador ellen szintén 1–1-es döntetlennel végződő barátságos mérkőzésen szerezte meg.

## Statisztikák
2023. április 2. szerint
| Klub       | Szezon   | Osztály  | Bajnokság | Bajnokság | Kupa  | Kupa | Nemzetközi | Nemzetközi | Összesen | Összesen |
| Klub       | Szezon   | Osztály  | Meccs     | Gól       | Meccs | Gól  | Meccs      | Gól        | Meccs    | Gól      |
| ---------- | -------- | -------- | --------- | --------- | ----- | ---- | ---------- | ---------- | -------- | -------- |
| DC United  | 2018     | MLS      | 21        | 0         | 2     | 0    | —          | —          | 23       | 0        |
| DC United  | 2019     | MLS      | 30        | 0         | 0     | 0    | —          | —          | 30       | 0        |
| DC United  | 2020     | MLS      | 20        | 0         | 0     | 0    | —          | —          | 20       | 0        |
| DC United  | 2021     | MLS      | 28        | 1         | 0     | 0    | —          | —          | 28       | 1        |
| DC United  | Összesen | Összesen | 99        | 1         | 2     | 0    | 0          | 0          | 101      | 1        |
| Cincinnati | 2022     | MLS      | 29        | 2         | 2     | 0    | 1          | 0          | 32       | 2        |
| Cincinnati | 2023     | MLS      | 5         | 2         | 0     | 0    | —          | —          | 5        | 2        |
| Cincinnati | Összesen | Összesen | 34        | 4         | 2     | 0    | 1          | 0          | 37       | 4        |
| Összesen   | Összesen | Összesen | 133       | 5         | 4     | 0    | 1          | 0          | 138      | 5        |

### A válogatottban
| Válogatott | Év       | Pályára lépés | Gól |
| ---------- | -------- | ------------- | --- |
| Venezuela  | 2017     | 5             | 1   |
| Venezuela  | 2018     | 5             | 0   |
| Venezuela  | 2019     | 10            | 0   |
| Venezuela  | 2020     | 2             | 0   |
| Venezuela  | 2021     | 12            | 0   |
| Venezuela  | 2022     | 1             | 0   |
| Venezuela  | 2023     | 2             | 0   |
| Összesen   | Összesen | 37            | 1   |

#### Góljai a válogatottban
| # | Időpont         | Helyszín                                           | Ellenfél | Gólok | Eredmény | Kiírás              |
| - | --------------- | -------------------------------------------------- | -------- | ----- | -------- | ------------------- |
| 1 | 2017. június 9. | FAU Stadion, Boca Raton, Amerikai Egyesült Államok | Ecuador  | 1–1   | 1–1      | Barátságos mérkőzés |